# Коприва
Коприва или велика коприва, жара, пасја купина, коприва обична (лат. Urtica dioica), је вишегодишња, зељаста, једнодома или дводома биљка из породице коприве (Urticaceae). 

## Опис
Корен је жиличаст. Стабло је усправно, четвртасто, дужине око 1,5 м.  Листови су издужено јајасти, тестерасто назубљени и храпави. Смештени су на дршкама. Биљка је прекривена маљама и дводома. Цвет је двополан, зелено-жуте боје, малих димензија, груписан у висеће цвасти. Цвета од јула до септембра. Семе је врло ситно али бројно, и има велики потенцијал клијања и преживљавања неповољних услова.

## Расејавање и размножавање
Расејава се ветром, док се размножава вегетативно или семеном. 

## Ареал распрострањења
Присутна је на свим континентима. Среће се у шумама, ивицама шума, на ливадама, пашњацима, поред путева.

## Употреба и лековитост
Млади изданци и листови су богати минералима, гвожђем, калцијумом, фосфором, витамином Ц и пигментима, па се користе у исхрани као салата или као додатак различитим јелима. Чај од листова или цветова коприве се користи као диуретик или код реуматских тегоба. Корен се може употребити код проблема са упалом простате или као додатак шампону за јачање косе.
Семе коприве је богато уљем (25–34%), протеинима (20–25%) и дијететским влакнима (20–30%). Садржи есенцијалне масне киселине, посебно линолну и α-линоленску, као и витамин Е, каротеноиде, полифеноле и фитостероле. Захваљујући овом саставу, семе испољава антиоксидативно, антиинфламаторно, хепатопротективно и нефропротективно дејство, што је потврђено у више експерименталних студија. У народној медицини се користи за подршку раду бубрега и јетре, за повећање енергије и издржљивости, као и у опоравку након исцрпљености. Савремена примена укључује употребу у облику праха, уља или тинктуре, самостално или као додатак храни.
Тинктура од устајале коприве се често користи као инсектицид у вртовима и баштама.

## Галерија
- лист